# Magyarország a 2002. évi téli olimpiai játékokon
Magyarország az egyesült államokbeli Salt Lake Cityben megrendezett 2002. évi téli olimpiai játékok egyik részt vevő nemzete volt, 7 sportág, összesen 30 versenyszámában 14 férfi és 11 női, összesen 25 versenyző képviselte. A magyar atléták nem szereztek érmet, illetve pontot sem. Ez ugyanolyan, mint az előző, naganói olimpián elért eredmény.
Az olimpiai fogadalmat a rövidpályás gyorskorcsolyázó Nagy Marianna és a gyorskorcsolyázó Kovács Ádám tette. A nyitóünnepségen a magyar zászlót immáron második alkalommal a gyorskorcsolyázó Egyed Krisztina vitte.

## Eredményesség sportáganként
Az alábbi táblázat összefoglalja a magyar versenyzők szereplését. A sportág neve mögött zárójelben lévő szám jelzi, hogy az adott szakág hány versenyszámában indult magyar sportoló.
Az egyes oszlopokban előforduló legmagasabb érték vagy értékek vastagítással kiemelve.

Az olimpiai pontok számát az alábbiak szerint lehet kiszámolni: 1. hely – 7 pont, 2. hely – 5 pont, 3. hely – 4 pont, 4. hely – 3 pont, 5. hely – 2 pont, 6. hely – 1 pont.
| Sportág                        | Helyezések száma | Helyezések száma | Helyezések száma | Helyezések száma | Helyezések száma | Helyezések száma | Olimpiai pont | Indulók száma | Indulók száma | Indulók száma |
| Sportág                        |                  |                  |                  | 4.               | 5.               | 6.               | Olimpiai pont | Férfi         | Nő            | Össz.         |
| Alpesisí (5)                   | 0                | 0                | 0                | 0                | 0                | 0                | 0             | 1             | 1             | 2             |
| Biatlon (4)                    | 0                | 0                | 0                | 0                | 0                | 0                | 0             | 1             | 2             | 3             |
| Bob (2)                        | 0                | 0                | 0                | 0                | 0                | 0                | 0             | 5             | 2             | 7             |
| Gyorskorcsolya (6)             | 0                | 0                | 0                | 0                | 0                | 0                | 0             | 1             | 1             | 2             |
| Műkorcsolya (2)                | 0                | 0                | 0                | 0                | 0                | 0                | 0             | 1             | 1             | 2             |
| Rövidpályás gyorskorcsolya (6) | 0                | 0                | 0                | 0                | 0                | 0                | 0             | 3             | 3             | 6             |
| Sífutás (5)                    | 0                | 0                | 0                | 0                | 0                | 0                | 0             | 3             | 1             | 4             |
|                                |                  |                  |                  |                  |                  |                  |               |               |               |               |
| Összesen                       | 0                | 0                | 0                | 0                | 0                | 0                | 0             | 14            | 11            | 25            |

## Alpesisí
Férfi
| Versenyző    | Versenyszám            | 1. futam | 1. futam | 2. futam | 2. futam | Összesítés | Összesítés |
| Versenyző    | Versenyszám            | Idő      | Hely.    | Idő      | Hely.    | Idő        | Helyezés   |
| ------------ | ---------------------- | -------- | -------- | -------- | -------- | ---------- | ---------- |
| Vincze Péter | Műlesiklás             | 1:01,46  | 47.      | 1:14,11  | 33.      | 2:15,57    | 33.        |
| Vincze Péter | Óriás-műlesiklás       | 1:23,99  | 71.      | 1:22,74  | 56.      | 2:46,73    | 56.        |
| Vincze Péter | Szuperóriás-műlesiklás |          |          |          |          | 1:50,40    | 34.        |

Női
| Versenyző           | Versenyszám      | 1. futam | 1. futam | 2. futam | 2. futam | Összesítés | Összesítés |
| Versenyző           | Versenyszám      | Idő      | Hely.    | Idő      | Hely.    | Idő        | Helyezés   |
| ------------------- | ---------------- | -------- | -------- | -------- | -------- | ---------- | ---------- |
| Vastagh Regős Mária | Műlesiklás       | 1:17,66  | 49.      | kiesett  | kiesett  | kiesett    | kiesett    |
| Vastagh Regős Mária | Óriás-műlesiklás | 1:27,64  | 51.      | 1:24,86  | 45.      | 2:52,50    | 44.        |

## Biatlon
Férfi
| Versenyző       | Versenyszám  | Lövőhiba    | Időeredmény | Helyezés |
| --------------- | ------------ | ----------- | ----------- | -------- |
| Tagscherer Imre | 10 km sprint | 3 (1+2)     | 29:08,6     | 75.      |
| Tagscherer Imre | 20 km egyéni | 3 (1+0+0+2) | 59:51,8     | 70.      |

Női
| Versenyző        | Versenyszám   | Lövőhiba    | Időeredmény | Helyezés |
| ---------------- | ------------- | ----------- | ----------- | -------- |
| Bekecs Zsuzsanna | 7,5 km sprint | 1 (1+0)     | 25:42,1     | 67.      |
| Bekecs Zsuzsanna | 15 km egyéni  | 5 (2+2+0+1) | 1:00:40,7   | 65.      |
| Szöllősi Ivett   | 7,5 km sprint | 4 (2+2)     | 27:17,6     | 71.      |
| Szöllősi Ivett   | 15 km egyéni  | 1 (0+0+0+1) | 56:34,8     | 58.      |

## Bob
Férfi
| Versenyző                                                   | Versenyszám | 1. futam | 1. futam | 2. futam | 2. futam | 3. futam | 3. futam | 4. futam | 4. futam | Összesítés | Összesítés |
| Versenyző                                                   | Versenyszám | Idő      | Hely.    | Idő      | Hely.    | Idő      | Hely.    | Idő      | Hely.    | Idő        | Helyezés   |
| ----------------------------------------------------------- | ----------- | -------- | -------- | -------- | -------- | -------- | -------- | -------- | -------- | ---------- | ---------- |
| Frankl Nicholas Gyulai Márton Pintér Bertalan Zsombor Zsolt | Négyes      | 48,26    | 27.      | 48,18    | 27.      | 49,03    | 25.      | 49,08    | 25.      | 3:14,55    | 23.        |

Női
| Versenyző                | Versenyszám | 1. futam | 1. futam | 2. futam | 2. futam | Összesítés | Összesítés |
| Versenyző                | Versenyszám | Idő      | Hely.    | Idő      | Hely.    | Idő        | Helyezés   |
| ------------------------ | ----------- | -------- | -------- | -------- | -------- | ---------- | ---------- |
| Strehli Ildikó Kürti Éva | Kettes      | 49,99    | 12.      | 49,92    | 13.      | 1:39,91    | 13.        |

## Gyorskorcsolya
Férfi
| Versenyző  | Versenyszám | 1. futam | 1. futam | 2. futam | 2. futam | Eredmény | Helyezés |
| Versenyző  | Versenyszám | Idő      | Hely.    | Idő      | Hely.    | Eredmény | Helyezés |
| ---------- | ----------- | -------- | -------- | -------- | -------- | -------- | -------- |
| Baló Zsolt | 500 m       | 36,24    | 26.      | 36,69    | 35.      | 72,93    | 31.      |
| Baló Zsolt | 1000 m      |          |          |          |          | 1:10,57  | 31.      |
| Baló Zsolt | 1500 m      |          |          |          |          | 1:48,27  | 30.      |

Női
| Versenyző       | Versenyszám | 1. futam | 1. futam | 2. futam | 2. futam | Eredmény | Helyezés |
| Versenyző       | Versenyszám | Idő      | Hely.    | Idő      | Hely.    | Eredmény | Helyezés |
| --------------- | ----------- | -------- | -------- | -------- | -------- | -------- | -------- |
| Egyed Krisztina | 500 m       | 39,47    | 27.      | 39,81    | 29.      | 79,28    | 27.      |
| Egyed Krisztina | 1000 m      |          |          |          |          | 1:17,11  | 24.      |
| Egyed Krisztina | 1500 m      |          |          |          |          | 1:59,86  | 23.      |

## Műkorcsolya

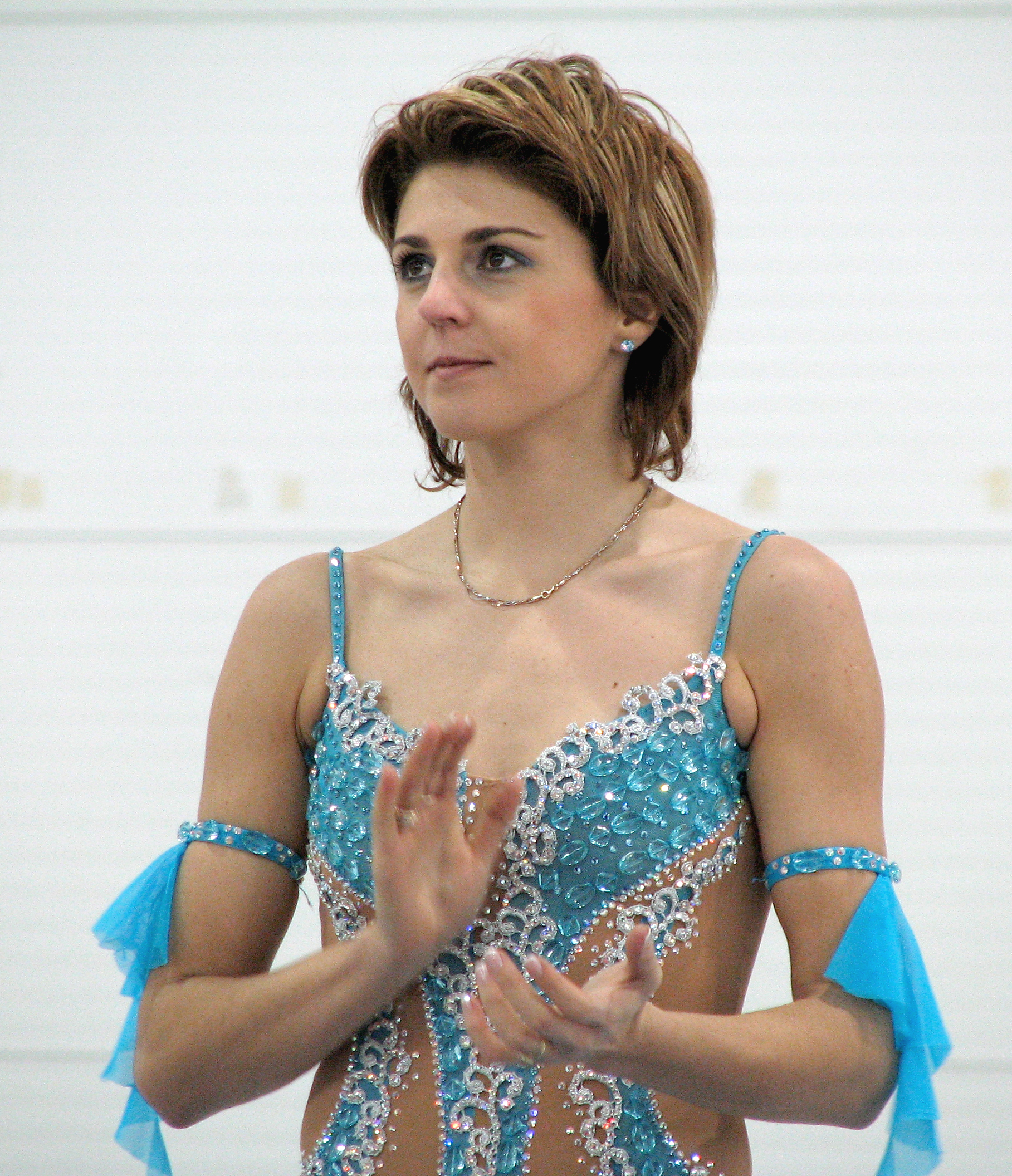
Sebestyén Júlia a 2007–2008-as magyar bajnokságon

| Versenyző       | Versenyszám  | Rövid program     | Rövid program | Rövid program | Kűr               | Kűr     | Kűr         | Összesítés         | Összesítés |
| Versenyző       | Versenyszám  | Több. hely. száma | Hely.         | Hely. pont.   | Több. hely. száma | Hely.   | Hely. pont. | Helyezési pontszám | Helyezés   |
| --------------- | ------------ | ----------------- | ------------- | ------------- | ----------------- | ------- | ----------- | ------------------ | ---------- |
| Tóth Zoltán     | Férfi egyéni | 5×25+             | 25.           | 12,5          | kiesett           | kiesett | kiesett     | kiesett            | kiesett    |
| Sebestyén Júlia | Női egyéni   | 5×7+              | 6.            | 3,0           | 6×8+              | 8.      | 8,0         | 11,0               | 8.         |

## Rövidpályás gyorskorcsolya
Férfi
| Versenyző       | Versenyszám | Előfutam | Előfutam | Negyeddöntő | Negyeddöntő | Elődöntő | Elődöntő | B döntő | B döntő | Döntő   | Döntő   | Helyezés |
| Versenyző       | Versenyszám | Idő      | Hely.    | Idő         | Hely.       | Idő      | Hely.    | Idő     | Hely.   | Idő     | Hely.   | Helyezés |
| --------------- | ----------- | -------- | -------- | ----------- | ----------- | -------- | -------- | ------- | ------- | ------- | ------- | -------- |
| Knoch Balázs    | 500 m       | 42,533   | 3.       | kiesett     | kiesett     | kiesett  | kiesett  | kiesett | kiesett | kiesett | kiesett | 18.      |
| Knoch Balázs    | 1000 m      | 1:31,061 | 3.       | kiesett     | kiesett     | kiesett  | kiesett  | kiesett | kiesett | kiesett | kiesett | 20.      |
| Knoch Balázs    | 1500 m      | 2:40,617 | 4.       |             |             | kiesett  | kiesett  | kiesett | kiesett | kiesett | kiesett | 24.      |
| Szabó Krisztián | 500 m       | 44,143   | 3.       | kiesett     | kiesett     | kiesett  | kiesett  | kiesett | kiesett | kiesett | kiesett | 23.      |
| Szántó Kornél   | 1000 m      | 1:31,391 | 3.       | kiesett     | kiesett     | kiesett  | kiesett  | kiesett | kiesett | kiesett | kiesett | 21.      |
| Szántó Kornél   | 1500 m      | 2:27,467 | 4.       |             |             | kiesett  | kiesett  | kiesett | kiesett | kiesett | kiesett | 23.      |

Női
| Versenyző      | Versenyszám | Előfutam | Előfutam | Negyeddöntő | Negyeddöntő | Elődöntő | Elődöntő | B döntő | B döntő | Döntő   | Döntő   | Helyezés |
| Versenyző      | Versenyszám | Idő      | Hely.    | Idő         | Hely.       | Idő      | Hely.    | Idő     | Hely.   | Idő     | Hely.   | Helyezés |
| -------------- | ----------- | -------- | -------- | ----------- | ----------- | -------- | -------- | ------- | ------- | ------- | ------- | -------- |
| Farkas Éva     | 1500 m      | 2:42,172 | 6.       |             |             | kiesett  | kiesett  | kiesett | kiesett | kiesett | kiesett | 25.      |
| Lajtos Szandra | 500 m       | 48,488   | 4.       | kiesett     | kiesett     | kiesett  | kiesett  | kiesett | kiesett | kiesett | kiesett | 28.      |
| Lajtos Szandra | 1000 m      | 1:40,688 | 3.       | kiesett     | kiesett     | kiesett  | kiesett  | kiesett | kiesett | kiesett | kiesett | 19.      |
| Nagy Marianna  | 500 m       | 46,980   | 4.       | kiesett     | kiesett     | kiesett  | kiesett  | kiesett | kiesett | kiesett | kiesett | 26.      |
| Nagy Marianna  | 1000 m      | 1:39,648 | 4.       | kiesett     | kiesett     | kiesett  | kiesett  | kiesett | kiesett | kiesett | kiesett | 25.      |
| Nagy Marianna  | 1500 m      | 2:39,615 | 5.       |             |             | kiesett  | kiesett  | kiesett | kiesett | kiesett | kiesett | 23.      |

## Sífutás
Férfi
| Versenyző         | Versenyszám | Selejtező | Selejtező | Negyeddöntő | Negyeddöntő | Elődöntő | Elődöntő | B döntő | B döntő | Döntő     | Döntő    |
| Versenyző         | Versenyszám | Idő       | Hely.     | Idő         | Hely.       | Idő      | Hely.    | Idő     | Hely.   | Idő       | Helyezés |
| ----------------- | ----------- | --------- | --------- | ----------- | ----------- | -------- | -------- | ------- | ------- | --------- | -------- |
| Holló Mátyás      | Sprint      | 3:15,11   | 60.       | kiesett     | kiesett     | kiesett  | kiesett  | kiesett | kiesett | kiesett   | 59.      |
| Tagscherer Imre   | Sprint      | 3:05,98   | 49.       | kiesett     | kiesett     | kiesett  | kiesett  | kiesett | kiesett | kiesett   | 48.      |
| Tagscherer Zoltán | Sprint      | 3:01,90   | 40.       | kiesett     | kiesett     | kiesett  | kiesett  | kiesett | kiesett | kiesett   | 39.      |
| Tagscherer Zoltán | 30 km       |           |           |             |             |          |          |         |         | 1:30:50,1 | 66.      |

| Versenyző       | Versenyszám              | 10 km klasszikus | 10 km klasszikus | 10 km szabad | 10 km szabad | Helyezés |
| Versenyző       | Versenyszám              | Idő              | Hely.            | Időhátrány   | Idő          | Helyezés |
| --------------- | ------------------------ | ---------------- | ---------------- | ------------ | ------------ | -------- |
| Holló Mátyás    | 10 + 10 km üldözőverseny | 33:15,1          | 75.              | kiesett      | kiesett      | kiesett  |
| Tagscherer Imre | 10 + 10 km üldözőverseny | 33:10,6          | 74.              | kiesett      | kiesett      | kiesett  |

Női
| Versenyző         | Versenyszám | Selejtező | Selejtező | Negyeddöntő | Negyeddöntő | Elődöntő | Elődöntő | B döntő | B döntő | Döntő   | Döntő    |
| Versenyző         | Versenyszám | Idő       | Hely.     | Idő         | Hely.       | Idő      | Hely.    | Idő     | Hely.   | Idő     | Helyezés |
| ----------------- | ----------- | --------- | --------- | ----------- | ----------- | -------- | -------- | ------- | ------- | ------- | -------- |
| Gottschall Zsófia | Sprint      | 3:42,98   | 54.       | kiesett     | kiesett     | kiesett  | kiesett  | kiesett | kiesett | kiesett | 54.      |

| Versenyző         | Versenyszám            | 5 km klasszikus | 5 km klasszikus | 5 km szabad | 5 km szabad | Helyezés |
| Versenyző         | Versenyszám            | Idő             | Hely.           | Időhátrány  | Idő         | Helyezés |
| ----------------- | ---------------------- | --------------- | --------------- | ----------- | ----------- | -------- |
| Gottschall Zsófia | 5 + 5 km üldözőverseny | 17:36,6         | 70.             | kiesett     | kiesett     | kiesett  |